# Cirkel van Conway

De cirkel van Conway en de ingeschreven cirkel met hetzelfde middelpunt

De cirkel van Conway is een bijzondere cirkel bij een gegeven driehoek. De cirkel wordt verkregen door de zijden van de driehoek te verlengen bij elk hoekpunt met de lengte van de overliggende zijde. De zo verkregen zes punten liggen op een cirkel met het middelpunt van de ingeschreven cirkel als middelpunt.
De straal van de cirkel is gegeven door {\displaystyle R={\sqrt {r^{2}+s^{2}}}}, waarbij {\displaystyle r} de straal van de ingeschreven cirkel is, en {\displaystyle s={\frac {a+b+c}{2}}} de halve omtrek van de gegeven driehoek.
Dus {\displaystyle R={\sqrt {\frac {a^{2}b+ab^{2}+b^{2}c+bc^{2}+a^{2}c+ac^{2}+abc}{abc}}}}.
De cirkel is vernoemd naar zijn ontdekker John Conway.